# 猪熊兼幹
猪熊 兼幹（いのくま かねもと）は、日本の神職、官僚。猪熊浅麻呂の長男。弟は猪熊兼繁。祖父の猪熊夏樹は白鳥神社の10代宮司・宮中進講（皇族のための教師）。子に猪熊兼年。甥に猪熊兼勝。大甥に猪熊兼樹。

## 生涯

### 官僚として
1899年（明治32年）8月2日、京都府に生まれる。
1924年（大正13年）、明治大学法学部を卒業し、同年内閣属となる。
1930年（昭和5年）、内閣統計局統計官補に任じられた。

### 祠官として
1933年（昭和8年）、白鳥神社社掌に就任する。
1945年（昭和20年）、父で社司の浅麻呂が帰幽したことに伴い、同社社司に昇任する。
1946年（昭和21年）、制度の廃止を受けて同社宮司に就任、同年神社庁副庁長に任じられる。
1962年（昭和37年）、神社本庁評議員を務める。
1967年（昭和42年）6月12日、帰幽した。行年68歳。